# مسابقه آواز یوروویژن ۲۰۰۸
یوروویژن ۲۰۰۸ پنجاه و سومین دوره مسابقات یورو ویژن بود که به میزبانی کشور صربستان برگزار شد.مسابقات نیمه نهایی در تاریخ ۲۰ تا ۲۲ ماه می برگزار شد و مسابقات نهایی نیز در تاریخ ۲۴ می در بلگراد پایتخت صربستان انجام شد. نمایندهٔ روسیه در این مسابقات با ترانهٔ اعتقاد رتبهٔ نخست این مسابقات را کسب کرد.

## مکان اجرا

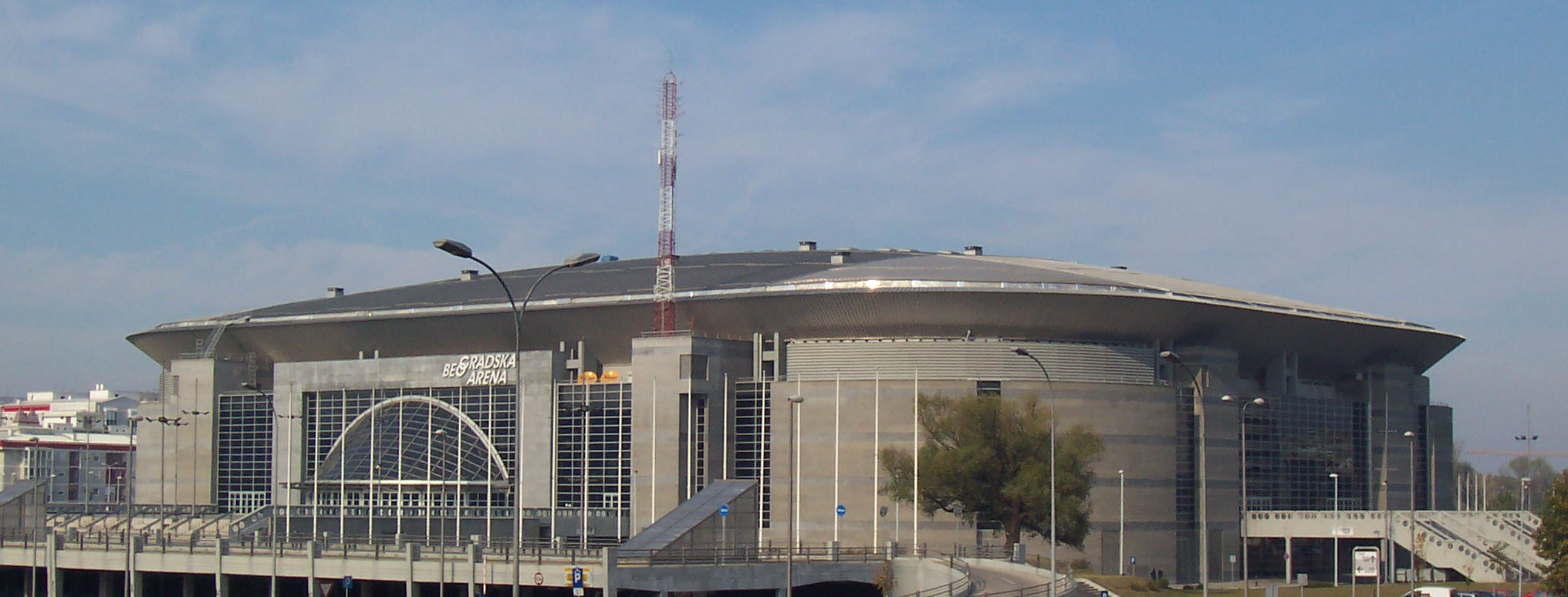
تالار سرپوشیدهٔ بلگراد

صربستان پس از پیروزی در مسایفات یوروویژن ۲۰۰۷ که در فنلاند برگزار شده بود به عنوان میزبان دور بعدی مسابقات یوروویژن انتخاب گردید. تالار سرپوشیدهٔ بلگراد به عنوان محل برگزاری این مسابقات در نظر گرفته شد که این تالار یکی از بزرگترین تالارهای اروپا با گنجایش بیش از ۲۰٬۰۰۰ نفر می‌باشد . شهردار شهر هلسینکی پایتخت فنلاند کلیدهای یوروویژن را به نمایندهٔ صربستان تحویل داد.

## نتایج
در زیر نتایج شب فاینال را مشاهده می کنید :
| ردیف | کشور            | زبان              | خواننده                           | موسیقی                          | ترجمه فارسی            | رتبه | امتیاز |
| ---- | --------------- | ----------------- | --------------------------------- | ------------------------------- | ---------------------- | ---- | ------ |
| ۰۱   | رومانی          | Romanian, Italian | Nico and Vlad                     | "Pe-o margine de lume"          | بر روی اوج دنیای دیگری | ۲۰   | ۴۵     |
| ۰۲   | بریتانیا        | English           | اندی آبراهام                      | "Even If"                       | حتی اگر من             | ۲۵   | ۱۴     |
| ۰۳   | آلبانی          | Albanian          | اولتا بوکا                        | "Zemrën e lamë peng"            | قلبهای گرفتار در زمان  | ۱۷   | ۵۵     |
| ۰۴   | آلمان           | English           | نه آنجلز                          | "Disappear"                     | هیچ فرشته ای           | ۲۳   | ۱۴     |
| ۰۵   | ارمنستان        | English           | سیروشو                            | "کِلِه کِلِه"                       | بریم، بریم             | ۴    | ۱۹۹    |
| ۰۶   | بوسنی و هرزگوین | Bosnian           | Laka                              | "Pokušaj"                       | تلاش                   | ۱۰   | ۱۱۰    |
| ۰۷   | اسرائیل         | Hebrew, English   | Boaz Ma'uda                       | "The Fire in Your Eyes"         | آتش چشم‌های تو          | ۹    | ۱۲۴    |
| ۰۸   | فنلاند          | Finnish           | Teräsbetoni                       | "Missä miehet ratsastaa"        | جایی که انسانها سوارند | ۲۲   | ۳۵     |
| ۰۹   | کرواسی          | Croatian          | Kraljevi Ulice and 75 cents       | "Romanca"                       | رومانتیک               | ۲۱   | ۴۴     |
| ۱۰   | لهستان          | English           | تامارا جی                         | "For Life"                      | برای زندگی             | ۲۴   | ۱۴     |
| ۱۱   | ایسلند          | English           | Euroband                          | "This Is My Life"               | این زندگیه من است      | ۱۴   | ۶۴     |
| ۱۲   | ترکیه           | Turkish           | مور و اوتسی                       | "Deli"                          | دیوانه                 | ۷    | ۱۳۸    |
| ۱۳   | پرتغال          | Portuguese        | وانیا فرناندز                     | "Senhora do mar (Negras águas)" | خانم دریا (سیاه)       | ۱۳   | ۶۹     |
| ۱۴   | لتونی           | English           | پیراتس آف د سی                    | "Wolves of the Sea"             | گرگ‌های دریا            | ۱۲   | ۸۳     |
| ۱۵   | سوئد            | English           | شارلوت پرلی                       | "Hero"                          | قهرمان                 | ۱۸   | ۴۷     |
| ۱۶   | دانمارک         | English           | سیمون متئو                        | "All Night Long"                | کل شب                  | ۱۵   | ۶۰     |
| ۱۷   | گرجستان         | English           | دیانا گورتسکایا                   | "Peace Will Come"               | صلح میآید              | ۱۱   | ۸۳     |
| ۱۸   | اوکراین         | English           | آنی لوراک                         | "Shady Lady"                    | خانم مشکوک (سایه ای)   | ۲    | ۲۳۰    |
| ۱۹   | فرانسه          | English, French   | سباستین تلیه                      | "Divine"                        | الهی                   | ۱۹   | ۴۷     |
| ۲۰   | آذربایجان       | English           | Elnur and Samir                   | "Day After Day"                 | روز پس از روز          | ۸    | ۱۳۲    |
| ۲۱   | یونان           | English           | Kalomira                          | "Secret Combination"            | راز ترکیب              | ۳    | ۲۱۸    |
| ۲۲   | اسپانیا         | Spanish, English  | رودلفو چیکیلیکواتر                | "Baila el Chiki-chiki"          | چیکی چیکی رو برقص      | ۱۶   | ۵۵     |
| ۲۳   | صربستان         | Serbian           | Jelena Tomašević feat. Bora Dugić | "Oro" (Оро)                     | زمان                   | ۶    | ۱۶۰    |
| ۲۴   | روسیه           | English           | دیما بیلان                        | "Believe"                       | باور                   | ۱    | ۲۷۲    |
| ۲۵   | نروژ            | English           | ماریا هاکاس میتت                  | "Hold On Be Strong"             | صبر کن، قوی باش        | ۵    | ۱۸۲    |